# Superstition (série télévisée)
Pour les articles homonymes, voir Superstition (homonymie).
Superstition est une série dramatique télévisée américaine qui a été commandée par Syfy avec une commande directe de douze épisodes en décembre 2016. L'émission a été créée le 20 octobre 2017, avec la première saison de la série se terminant le 18 janvier 2018. Le 6 juin 2018, la série a été arrêtée après une saison.

## Synopsis
La famille Hastings, propriétaire d'un salon funéraire et du cimetière de la mystérieuse ville de La Rochelle, en Géorgie, combat et traque des infernaux au sein de la ville. Elle fournit aussi des services supplémentaires pour les morts tués par des infernaux démoniaques. Calvin Hastings revient après seize ans d'absence dus à son engagement dans les Marines, à la suite d'un accident survenu dans son enfance. Il aide sa famille et travaille avec eux.

## Distribution

### Acteurs principaux
- Mario Van Peebles (VF : Thierry Desroses) : Isaac Hastings[4]
- Robinne Lee (VF : Annie Milon): Bea Hastings[4]
- Brad James (VF : Namakan Koné) : Calvin Hastings[4]
- Demetria McKinney (VF : Sara Viot) : May Westbrook[4]
- Morgana Van Peebles (VF : Camille Timmerman) : Garvey Westbrook[4]
- Tatiana Lia Zappardino (VF : Maïa Michaud) : Tilly[4]

### Acteurs secondaires
- W. Earl Brown (VF : Sylvain Lemarié) : L’Exécuteur[5],[6]
- T. C. Carter (VF : Maxime Baudouin) : Russ[6]
- Jasmine Guy (VF : Marie Lenoir) : Tante Nancy
- David E. Collier (VF : Stéphane Fourreau) : Dr. Kim

## Épisodes
| Épisode | Titre français                   | Titre original            | Résumé |
| ------- | -------------------------------- | ------------------------- | --- |
| 1       | Pilote                           | Pilote                    | Après avoir servi à l'étranger dans les Marines, Calvin intègre l'entreprise familiale. Leur mission : débarrasser leur mystérieuse ville des pires puissances occultes.                  |
| 2       | L'Exécuteur                      | The Dredge                | Le funérarium reçoit une visite indésirable. Calvin essaie de briser la glace. Bea donne une preuve éblouissante de ses pouvoirs. Garvey creuse.                                          |
| 3       | Mensonges, astuces et bâtard     | Half truths & half breeds | L'arrivée d'un homme mystérieux à La Rochelle attire l'attention de Calvin et de sa famille. Mais qui est-il ?                                                                            |
| 4       | De l'autre côté du miroir        | Through the looking glass | Quand une saisie de drogue tourne mal, l'âme de May est soudain aspirée dans un sinistre monde en miroir duquel elle ne peut s’échapper.                                                  |
| 5       | Une toile enchevêtrée            | Tangled web               | Les Hastings reçoivent une visiteuse inattendue. Elle leur communique un avertissement alarmant, et leur confie le dangereux plan qu'elle a mûri.                                         |
| 6       | L'Exécuteur, docteur en médecine | Dr. Dredge M.D            | Calvin commence à remettre en question les motivations d'Isaac. Garvey fait une découverte qui ne l'enchante pas. La Rochelle se prépare pour son grand festival annuel.                  |
| 7       | Des voix dans la tête            | Echoes of my mind         | Impitoyable, Isaac est prêt à tout pour retrouver Calvin, en danger mortel. May subit des pressions politiques afin qu'elle laisse le festival se dérouler comme prévu.                   |
| 8       | T'es pas ma maman                | You're not my momma       | Alors qu'une énorme tempête coupe l'électricité de la ville, la terrifiante poupée d'une femme récemment décédée, une Luk tep, jure de venger sa mère adoptive.                           |
| 9       | Oncle Bubba                      | Uncle Bubba               | Quand Isaac et Bea pensent être enfin tranquilles chez eux, Oncle Bubba arrive, avec une horloge étrange qui fait beaucoup plus que donner l'heure.                                       |
| 10      | Rien qu'une blague               | Green-on-blue             | Tilly enterre sa mère. Garvey fait étalage de ses pouvoirs à Russ, son petit-ami. Calvin enquête dans une base militaire où sévissent d'inquiétantes disparitions.                        |
| 11      | En boucle                        | Back to ones              | Piégée dans une boucle temporelle, la famille Hastings doit faire abstraction de toute dissension pour déterminer la cause de ce cruel déjà-vu collectif, et le stopper.                  |
| 12      | Résurrection                     | Resurrection              | Alors que Calvin est en proie à de nombreux soucis intérieurs, les autres membres de la famille Hastings tentent désespérément d’empêcher l'Exécuteur de ressusciter comme il le prévoit. |

## Diffusion
Netflix détient les droits internationaux de Superstition.[réf. nécessaire] La série est sortie sur Netflix au Royaume-Uni et au Canada le 29 avril 2018.